# Opovo
Opovo (cyr. Опово) – miasto w Serbii, w Wojwodinie, w okręgu południowobanackim, siedziba gminy Opovo. Leży w regionie Banat. W 2011 roku liczyło 4527 mieszkańców.